# Purgatorio (película de 2014)
Purgatorio es una película dramática y thriller de terror española dirigida por el debutante Pau Teixidor y protagonizada por Oona Chaplin.

## Sinopsis
Marta y Luis viven en un apartamento de nueva construcción. Una noche que se queda sola su nueva vecina, Ana, le pida que cuide de su hijo Daniel, pero conforme avanza la noche nadie pasa a recogerlo. El comportamiento de Daniel se va haciendo cada vez más inestable, inquietante y violento cuando asegura que hay otro niño escondido en la casa, un niño que sólo él ve.

## Reparto
- Oona Chaplin - Marta
- Sergi Méndez - Daniel
- Andrés Gertrúdix - Luis
- Ana Fernández - Ana

## Premios y nominaciones
Fue nominada a la Biznaga de Oro en el Festival de Cine de Málaga de 2014. Ana Fernández fue nominada al Premio Unión de Actores a la mejor actriz secundaria de cine.